# Aripuanã
Aripuanã é um município brasileiro do estado de Mato Grosso, que até 1998 foi um dos maiores em área da região Centro-Oeste, com mais de 65 mil km². Dele se desmembraram os municípios de Rondolândia e Colniza.
Localiza-se dentro da Amazônia, na latitude Sul 10º10'00" sul, longitude Oeste 59º27'34", a uma altitude de 105 metros acima do nível do mar. Em 2004, sua população era de 17.759 habitantes.

## História
Aripuanã nasceu das expedições realizadas pelo Projeto Rondon na década de 1940. Aripuanã foi emancipada do município de Santo Antônio do Rio Madeira (extinto em 1945) em 31 de dezembro de 1943, sendo incorporado ao município de Porto Velho. Boa parte de seu território foi devastada pela exploração madeireira e pelo corte raso para constituição de pastagens para a pecuária.

## Geografia

### Clima
O clima é tropical quente-úmido, com período de seca coincidente com o inverno. Período chuvoso, compreendendo de outubro a maio, onde a precipitação anual varia em torno de 1.500 a 2.600 mm. A umidade do ar é bastante elevada e têm limites de 88%. A temperatura mínima é de 24 °C e máxima de 35 °C.

### Hidrografia
Grande Amazônica. Para essa Bacia hidrográfica contribui o Rio Madeira. Para o Rio Madeira afluem pela margem direita os rios Aripuanã, Guarita e Roosevelt.

## Economia
A cidade possuiu nos seus últimos anos uma explosão econômica na área da construção civil, devido aos grandes investimentos empresariais na área mineral. Dentre essas empresas encontradas na cidade, a Nexa Resources, minerado que faz parte do grupo Votorantim se destaca pelos recentes investimentos no município (até então a empresa é responsável pela Operação Greenfield para minerar chumbo, zinco e outros metais)
A implantação da Usina Hidrelétrica Dardanelos da empresa Eletronorte e a chegada de mineradoras também colaboram para o orçamento municipal.

### Turismo
A economia da cidade é dependente das Culturas Perenes (cacau, pimenta-do-reino, e guaraná), do turismo, do extrativismo vegetal, da agricultura e pecuária. 
Na área de atrações naturais, Aripuanã possui uma ampla diversificação no ecoturismo e turismo de aventura, dentre essas atrações naturais, deve se mencionar as belas cachoeiras de Andorinhas (possui o mesmo nome da ave Andorinha, pela grande presença dessa espécie na região e possui 85 metros de queda d'água)  e Dardanellos (possui 135 metros de queda d'água), resultando em duas importantes cachoeiras nacionais pelo seu extenso tamanho.
Ademais, a região possui várias trilhas em seu repertório turístico, como a trilha Saltos das Andorinhas, Salto Dardanelos, Cachoeira dos Namorados, Balneário Oásis e Balneário Primavera.
Outra atração seria o Santuário Pouso Milagroso, considerado o melhor local para a observação de aves como Araras, Tucanos entre outros
Já no âmbito privado, a cidade possui dois balneários, como o Balneário Oásis, que possui quedas d'água e outros serviços. Como também o Balneário Primavera, que possui corredeiras e outros serviços a serem oferecidos.
Aripuanã dista 900 km da capital Cuiabá, para onde oferece voos diários desde agosto de 2007.

## Últimos prefeitos eleitos
| Ano  | Prefeito        | Partido | Votos | %     | Ref    |
| ---- | --------------- | ------- | ----- | ----- | ------ |
| 2004 | Ednilson Faitta | PP      | 4.797 | 60,34 | [ 11 ] |
| 2008 | Beto Torremocha | DEM     | 5.093 | 54,09 | [ 12 ] |
| 2012 | Ednilson Faitta | PMDB    | 3.840 | 39,93 | [ 13 ] |
| 2016 | Jonas Canarinho | PR      | 4.254 | 49,87 | [ 14 ] |
| 2020 | Seluir          | PSDB    | 3.057 | 37,44 | [ 15 ] |